# Radulphius caparao
Radulphius caparao är en spindelart som beskrevs av Alexandre B. Bonaldo och Buckup 1995. Radulphius caparao ingår i släktet Radulphius och familjen sporrspindlar. Inga underarter finns listade i Catalogue of Life.